# Kolding BK
Der Kolding BK ist ein dänischer Fußballverein in Kolding.
Der 1919 gegründete Verein nahm 1970 am ersten dänischen Pokalturnier teil und spielte auch von 1982 bis 2000 noch einmal neunmal im Pokal. 2002 fusionierte die Mannschaft mit dem Kolding IF zum Kolding FC. Dieser wiederum fusionierte 2011 mit Vejle BK. Der neue Verein erhielt den Namen Vejle Boldklub Kolding (Vejle-Kolding). Nur zwei Jahre später am 30. Juni 2013 wurde die Fusion wieder aufgelöst. Danach trat der Verein wieder als Kolding BK an.